# Conjunto Jardim Palmares
Conjunto Jardim Palmares conhecido como Jardim Palmares ou Palmares é um sub-bairro localizado na Zona Oeste do Município do Rio de Janeiro no Bairro de Paciência.
Faz parte da Coordenadoria Regional Metropolitana IV.

## História
Recebeu esse nome devido a grande quantidade de palmeiras que existia no local. Devido ao crescimento populacional, o que era antes apenas um conjunto, hoje é considerado um sub-bairro. Criado em 17 de outubro de 1966 pelo Instituto de Previdência do Estado da Guanabara e inaugurado em 28 de outubro de 1967 pelo governador do estado Francisco Negrão de Lima. O projeto foi iniciado no fim do governo de Carlos Lacerda para atender aos funcionários públicos de baixa renda e os ex-militares combatentes na Segunda Guerra Mundial. Utilizando os terrenos da área, foram construídas moradias, inicialmente para pensionistas do estado. Em 1970 foi inaugurada a Associação de Moradores, onde anteriormente funcionou a primeira escola. É considerado uma das áreas mais distantes para se locomover para o Centro do Rio. Há ônibus e vans que atendem os moradores, que precisam pegá-los para chegar até a estação de trem mais próxima, que é Campo Grande e Santa Cruz, e de lá pegar o trem para seus destinos.
Durante as décadas de 2000 e 2010, a localidade vem sofrendo com a existência de milícias, que controlam o serviço de transporte de passageiros, no vácuo deixado pelas empresas de ônibus.